# (155138) Pucinskas
(155138) Pucinskas est un astéroïde de la ceinture principale.

## Description
(155138) Pucinskas est un astéroïde de la ceinture principale. Il fut découvert le 9 octobre 2005 à Moletai par Kazimieras Černis et Justas Zdanavičius. Il présente une orbite caractérisée par un demi-grand axe de 2,77 UA, une excentricité de 0,10 et une inclinaison de 4,9° par rapport à l'écliptique.

## Compléments